# Novoivánovski (Gulkévichi, Krasnodar)
Novoivánovski (del ruso: Новоивановский) es un posiólok del raión de Gulkévichi del krai de Krasnodar, en el sur de Rusia. Está situado en la orilla izquierda del río Kubán, 25 km al oeste de Gulkévichi y 116 km al este de Krasnodar, la capital del krai. Tenía 1 012 habitantes en 2010.
Pertenece al municipio Kubán.